# 장 포트리에
장 포트리에(Jean Fautrier, 1898년 5월 16일 ~ 1964년 7월 21일)는 프랑스의 화가, 조각가이다.
그는 파리에서 출생하였으나 생후 얼마 뒤에 양친과 더불어 런던으로 건너가 그 곳에서 교육을 받았다. 제1차 세계대전에 참전, 부상을 입었으나 1920년부터 몽마르트르에 아틀리에를 차려 회화에 전념하였다. 이 무렵의 제작을 '새우갈색의 시대'라 하고 있다. 1927년 최초의 개인전을 열어 앙드레 말로의 지우(知友)를 얻어 단테의 지옥편에 삽화를 그리는 일을 주선해 받았다. 이 무렵을 흑의 시대라 한다. 이어서 그레이의 시대가 시작되어 그의 마티에르는 더욱더 강하게 됨과 아울러 비구상으로 향하는 의도가 현저하게 되었다. 스키 강사를 하면서 묘화(描畵：청의 시대)를 하고, 이 시대부터 제2차 세계대전까지에 그는 앵포르멜풍(風) 양식을 거의 확립하기에 이르렀다. 1940년 파리에서는 그의 집이 레지스탕스의 본거지가 되어 있었다고 전하며, 1942년에서 1944년까지 그 유명한 <인질>의 연작을 제작하였다.